# Béla Bartók
« Bartók » redirige ici. Pour les autres significations, voir Bartók (homonymie).
Dans le nom hongrois Bartók Béla, le nom de famille précède le prénom, mais cet article utilise l’ordre habituel en français Béla Bartók, où le prénom précède le nom.
Œuvres principales
- Le Château de Barbe-Bleue (1918)
- Suite de danses (1923)
- Musique pour cordes, percussion et célesta (1937)
- Concerto pour violon no 2 (1939)
- Quatuor à cordes no 6 (1941)
- Concerto pour orchestre (1943)
- Concerto pour piano no 3 (1946)

Béla Bartók (prononciation : /ˈbeːlɒ ˈbɒrtoːk/, né le 25 mars 1881 à Nagyszentmiklós en Autriche-Hongrie (désormais Saint-Nicolas-le-Grand en Roumanie) et mort le 26 septembre 1945 à New York (États-Unis) est un compositeur et pianiste hongrois.
Pionnier de l’ethnomusicologie, il enregistre sur le vif nombre de morceaux de musique folklorique d’Europe de l'Est. Il est influencé à ses débuts par Richard Strauss, Liszt et Brahms dans le style tzigano-hongrois du verbunkos ; puis sa découverte de Claude Debussy et des chants paysans slaves l'orientent vers un nouveau style très personnel où sont intégrées les découvertes de Stravinsky et Schönberg.
Pédagogue de renom, il demeure toute sa vie profondément attaché à sa terre natale : « Pour ma part, durant ma vie entière, en tous lieux, en tout temps et de toutes les façons, je veux servir une seule cause : celle du bien de la nation et de la patrie hongroise ».

## Biographie

### Jeunesse

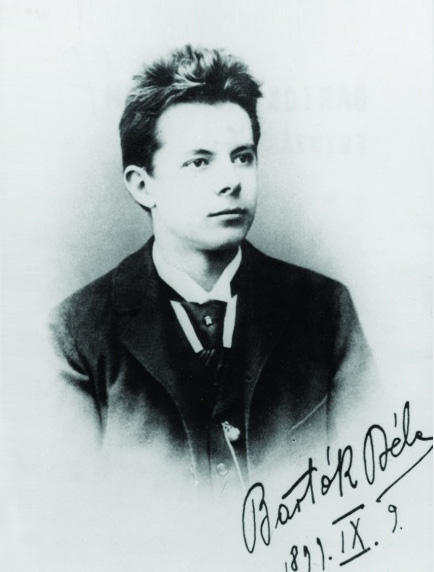
Bartók à 18 ans

Béla Viktor János Bartók naît dans le Banat austro-hongrois, région à la confluence des cultures magyare, roumaine et slovaque et foyer d'irrédentisme et d'hostilité aux Habsbourg, puis au régime de Miklós Horthy.
Sa mère, Paula Bartók (née Paula Voit), était institutrice et son père, Béla Bartók, était directeur d’une école d’agriculture et appartenait à une famille de la petite noblesse du Borsod. Tous deux, hautement instruits, s'intéressaient également à la musique. Béla fut leur premier enfant, bientôt suivi d’une petite sœur, Erzsébet (Elza) en 1885. Le premier instrument du tout jeune Béla fut un tambour dont il se servait pour battre la mesure lorsque sa mère lui jouait du piano. Elle commence à lui enseigner ce dernier lorsqu’il atteint ses cinq ans. Il a sept ans quand son père meurt. Cela oblige sa mère à déménager et à donner des cours de piano, en plus de son métier, pour subvenir aux besoins de la petite famille. L’année suivante, ils partent s’installer à Nagyszollos (aujourd’hui Vynohradiv en Ukraine). Ils y sont rejoints par la tante maternelle Irma. C’est dans cette ville que Bartók s’essaie dès l’âge de neuf ans à la composition. À onze ans, Bartók donne son premier concert (l’allegro de la sonate Waldstein de Beethoven ainsi que l’une de ses toutes premières compositions, Le cours du Danube) puis la famille déménage à nouveau pour Pozsony (aujourd’hui Bratislava, connue historiquement sous le nom de Presbourg, capitale de la Slovaquie, à 60 km de Vienne). László Erkel lui enseigne alors le piano et l’harmonie. Il y fait aussi la connaissance d'Ernő Dohnányi, qu'il rejoint à Budapest à l'âge de dix-sept ans. Il entre alors à l'Académie royale de musique de Budapest. Il est l'élève d'István Thomán (pour le piano) et de Hans von Koessler (pour la composition), rencontre Ernő Dohnányi, Leó Weiner et surtout Zoltán Kodály (Weiner et Kodály, eux aussi, étaient élèves de Koessler et Dohnányi de Thomán). C'est avec Zoltán Kodály que Bartók commence à recueillir la musique folklorique hongroise. Auparavant, son idée de la musique folklorique hongroise se fondait sur les mélodies tziganes interprétées par Franz Liszt. En 1903, il avait écrit un grand travail orchestral, Kossuth, qui fut donné à Budapest.

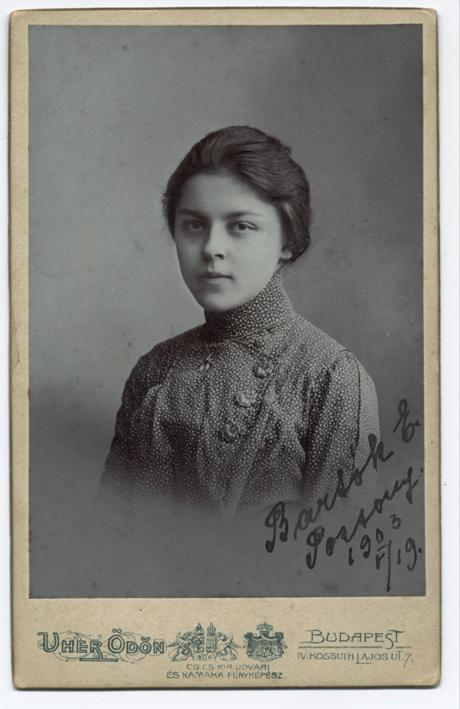
Elza Bartók (1885–1955), sœur du compositeur, à 18 ans.

Ses premières compositions révèlent une forte influence de la musique de Johannes Brahms et d'Ernő Dohnányi. En 1902, l'audition de Ainsi parlait Zarathoustra de Richard Strauss l'enthousiasme. Il l'étudie assidûment et, à la même époque, se joint au courant nationaliste hongrois, alors en plein essor.

### Carrière
C'est à partir de 1905 que Béla Bartók commence à approfondir son intérêt récent pour la musique populaire hongroise. Grâce à sa rencontre avec Kodály – qui lui inculque la rigueur scientifique – il prend conscience de la nécessité de sauvegarder la mémoire musicale traditionnelle ; commence alors pour lui une véritable carrière d'ethnographe et d'ethnomusicologue, qui s'étend rapidement à une grande partie de la musique traditionnelle européenne – et même au-delà. En compagnie de Kodály, il parcourt les villages de Hongrie et Roumanie, recueillant des centaines de mélodies et chants populaires, les transcrivant et les enregistrant.
Béla Bartók découvre aussi Paris en 1905, à l’occasion du concours Rubinstein : le cosmopolitisme de la ville l’ouvre au monde et le marque durablement. Cette période de sa vie a, semble-t-il, une influence déterminante sur le plan philosophique : Bartók se détache de toute religion pour un athéisme profond et serein (il s’en explique dans une lettre à Stefi Geyer, une de ses premières amours, en 1907). Cet athéisme persiste jusqu'en 1916, année où il se convertit publiquement à l'unitarisme.
De 1907 à 1934, il enseigne le piano à l'Académie royale de Budapest. En 1907, il écrit Trois chansons populaires hongroises, et l'année suivante, il compose son Quatuor à cordes no 1. En 1909, il épouse sa très jeune élève, Márta Ziegler (1893–1967), âgée de seize ans, qui, un an plus tard, lui donne un fils, également prénommé Béla.
En 1911, il présente ce qui devait être son seul opéra, Le Château de Barbe-Bleue. Le gouvernement hongrois lui demande de retirer le nom du librettiste, Béla Balázs. Pendant la Première Guerre mondiale, il écrit les ballets Le Prince de bois et Le Mandarin merveilleux, suivis par deux sonates pour violon et piano qui sont parmi les pièces les plus complexes qu'il ait écrites. En 1917, il écrit son Deuxième Quatuor à cordes. Il participe aux activités du Cercle du dimanche, groupe de réflexion philosophique et artistique créé à Budapest par Georg Lukács, et Karl Mannheim en 1915.
En 1923, Béla divorce de Márta et se remarie avec son élève Edith Pásztory, plus connue sous le nom de Ditta Pásztory. Il est alors âgé de quarante-deux ans ; elle en a vingt. Ensemble, ils font des tournées en Europe, lors de concerts pour deux pianos. Leur fils, Péter, voit le jour en 1924. En 1927-1928, il compose ses Troisième et Quatrième Quatuors à cordes, qui sont considérés comme étant parmi les plus importants quatuors jamais écrits en musique classique, à la suite desquels son langage harmonique commence à se simplifier. Le Quatuor à cordes no 5 (1934) est, de ce point de vue, d'une écriture plus traditionnelle.
En 1935, il se libère de l’enseignement du piano grâce aux commandes désormais régulières qu’il honore. Mais la Seconde Guerre mondiale bouleverse sa vie. En 1936, il compose sur une commande de Paul Sacher, chef d'orchestre de l'Orchestre de chambre de Bâle une œuvre majeure de la musique moderne, un de ses chefs-d'œuvre emblématiques : Musique pour cordes, percussion et célesta ; l'œuvre est créée le 21 janvier 1937 par son commanditaire.
Bartók ne se compromet pas avec le régime autoritaire. Il s’oppose à Horthy, qui a rallié les nazis. Il change de maison d’édition lorsque cette dernière se nazifie, refuse que ses œuvres soient jouées dans des concerts nazis, et demande qu'elles participent à l’exposition sur la musique dite « dégénérée » à Düsseldorf. Dans son propre testament, Bartók va jusqu’à exiger qu’aucune rue, parc ou monument public ne porte son nom, et ce, dans un quelconque pays, tant qu’il en subsistera au nom d’Hitler ou de Mussolini… Cette exigence morale perturbe tous ses champs d’activités : concerts, compositions et collectes de mélodies. Bartók ne s’imagine pas à plus de 55 ans s’expatrier et recommencer à donner des cours pour vivre. Il achève alors Contrastes, un de ses derniers grands succès. La dernière attache dont il ne peut se résoudre à se défaire est sa mère : ce n’est qu’à la mort de cette dernière qu’il quitte l’Europe pour les États-Unis, meurtri, après lui avoir néanmoins rendu hommage dans son sixième quatuor.

### Exil
Le 8 août 1940, Bartók fait ses adieux à l’Europe lors d’un concert donné à Budapest. Il écrit alors à une amie :
« Et nous voici le cœur plein de tristesse, et nous devons vous dire adieu, à vous et aux vôtres – pour combien de temps ? Peut-être pour toujours, qui sait ? Cet adieu est dur, infiniment dur. […] À proprement parler, ce voyage nous fait sauter de l’incertitude dans une insupportable sécurité. Je ne suis pas encore entièrement rassuré sur mon état. Je crois que la périarthrite n’est pas complètement guérie. Dieu sait combien de travail j’arriverai à fournir là-bas, et pendant combien de temps. Mais nous ne pouvions rien faire d’autre. La question n’est absolument pas « Muss es sein ? », car « es muss sein ! ». » (Beethoven, évoquant peut-être le destin, avait noté cette question/réponse en tête du dernier mouvement de son Quatuor à cordes no 16 : « Cela doit-il être ? Oui, cela doit être ! », au sens d'une obligation inéluctable).

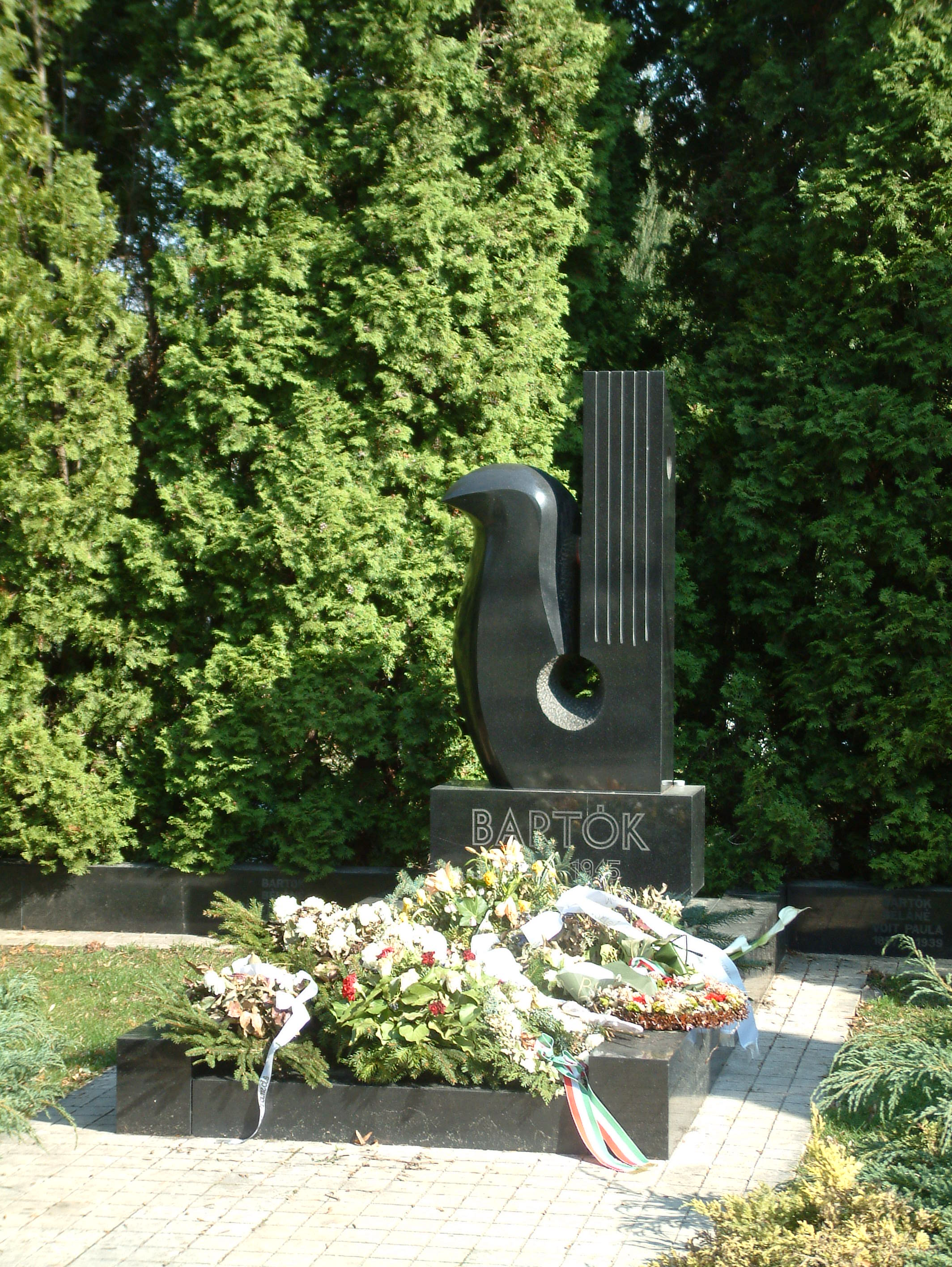
Tombe de Bartók au cimetière de Farkasrét

La rupture est profonde et Bartók ne s’en remet pas. L’accueil aux États-Unis est d’abord chaleureux. Il refuse un poste de professeur de composition au Curtis Institute mais accepte le titre de docteur honoris causa de l'université Columbia : cela lui permet de continuer ses transcriptions et ses classements. Mais les concerts se font de plus en plus rares et les critiques ne le ménagent pas. La gêne le touche peu à peu : la maison Baldwin récupère un des deux pianos qu’elle lui a prêtés, il ne peut donc plus travailler à deux pianos avec sa femme… Mais sa fierté et son intransigeance ne le quittent pas. Il refuse encore de donner des cours de composition. En 1942, il retrouve son fils Péter, parti pour la guerre. Il manifeste alors les premiers symptômes d’une leucémie qu'on lui cachera jusqu'à sa mort.
Il donne début 1943 son dernier concert en tant qu’interprète. Son état de santé se dégrade régulièrement mais, peu à peu, les musiciens américains tentent de l’aider financièrement : il refuse toute forme d’aumône, surtout déguisée. Il n’accepte que de composer. Il reçoit alors ses dernières commandes qui lui redonnent confiance : son Concerto pour orchestre, la sonate pour violon seul (commandée par Yehudi Menuhin) : 25 minutes de violon seul, la dernière œuvre d’une telle ampleur est de Bach ; un concerto pour alto (tout juste esquissé) et enfin son Concerto pour piano no 3.
La Hongrie, à peine libérée, lui rend un dernier hommage en l’élisant député : il accepte sachant qu’il ne pourra sans doute pas honorer la fonction. Bartók s’éteint le 26 septembre 1945 à New-York à l'âge de 64 ans, vaincu par la leucémie. Edgard Varèse est présent lors de ses obsèques. À titre posthume, il est lauréat du prix d'honneur de la paix (décerné par le Conseil mondial de la paix) en 1954.
Sa veuve, Ditta Pásztory, meurt à Budapest le 21 novembre 1982 à l'âge de 79 ans. Béla Bartók sera exhumé du cimetière de Ferncliff à Hartsdale dans le Comté de Westchester (État de New York) le 25 juin 1988 et ses restes transférés au cimetière de Farkasrét à Budapest.

## Analyse de l'œuvre

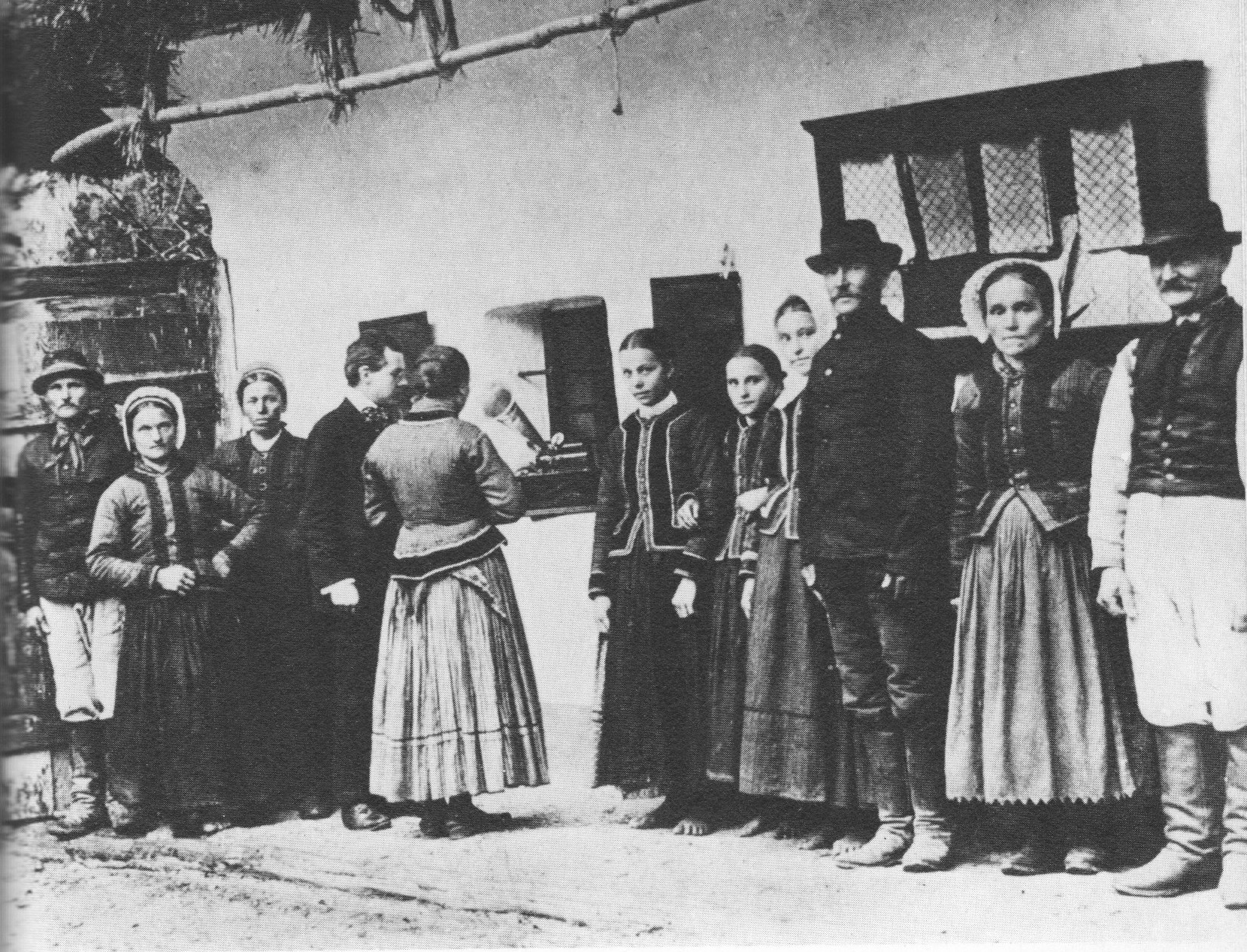
Bartók enregistrant sur phonographe des chants folkloriques à Darázs en 1909

Dans sa jeunesse, comme beaucoup de ses compatriotes, Bartók est sensible aux idéaux nationalistes. Dans un article autobiographique, paru en 1921 (republié dans Musique de la vie), il énumère plusieurs compositeurs qui l'ont marqué, puis il ajoute :

« Il y a eu également un autre facteur, qui a eu une influence décisive sur mon développement : à cette époque (il en est aux années 1902–1903) prenait naissance en Hongrie le bien connu courant national, qui a pénétré également dans le domaine de l'art. On disait qu'il fallait créer, en musique également, quelque chose de spécifiquement national. Ce courant m'a déterminé, moi aussi, à tourner mon attention vers l'étude de notre musique populaire, ou plutôt vers celle qui était alors considérée comme la musique populaire magyare. »

Bartók commence donc à s'intéresser à la musique populaire sous l'influence des idéaux nationalistes. C'est l'époque où il publie des Chants populaires hongrois (le premier est de 1904), arrangés pour voix et piano. En 1903, il avait composé Kossuth, une œuvre symphonique inspirée par l'insurrection magyare de 1848, menée par Lajos Kossuth, contre l'empire d'Autriche. C'est aussi l'époque où Bartók arbore le costume national hongrois, même pour monter sur scène en tant que pianiste. L'époque où il écrit à sa mère, la suppliant de cesser de parler allemand à la maison… Ce n'étaient pas vraiment des excentricités de sa part. Il arborait, tout comme d'autres, les emblèmes du courant national hongrois.
Il y avait de tels courants dans la majeure partie de l'Europe centrale et orientale. On y adhérait ou on s'y opposait, mais il était pratiquement impossible d'ignorer les débats qui les entouraient. Dans le domaine musical, ces débats tournaient autour de questions comme : Peut-on / doit-on créer quelque chose de spécifiquement national ? Faut-il ou non utiliser des musiques populaires dans la composition ? Si on en utilise, de quelles musiques s'agit-il ? De quelle manière faut-il le faire ? Etc.

### Exotisme et nationalisme en musique

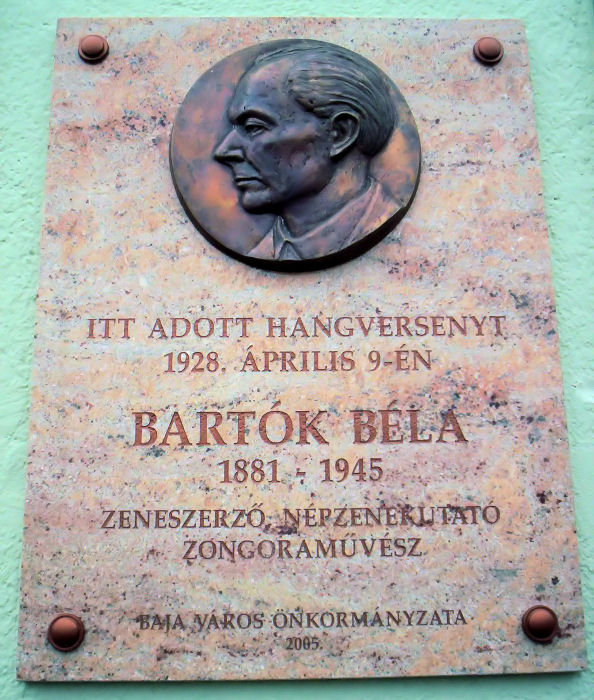
Plaque commémorative à Baja

Pour Bartók (comme d'ailleurs pour d'autres compositeurs hongrois, tel Kodály) l'utilisation des musiques traditionnelles revêt une signification qu'elle n'avait pas dans les pays occidentaux. La plupart des compositeurs européens leur attribuent des qualités telles que le « naturel », la « spontanéité » ou encore la « fraîcheur ». Bartók reprend à son compte ce vocabulaire mais sous sa plume apparaissent des motivations qui ne sont pas uniquement esthétiques. Les compositeurs occidentaux recherchaient surtout l'exotisme, et ils allaient généralement le puiser dans des musiques étrangères à leur pays d'origine (par exemple Claude Debussy à Java, Maurice Ravel en Espagne, etc). En Europe centrale et orientale, les courants nationalistes – auxquels Bartók fut très sensible dans sa jeunesse – recherchaient également des sources de rafraîchissement de la création, mais avec en plus l'idée qu'il fallait créer quelque chose de « spécifiquement national » (ce sont les termes de Bartók).
Une manière simple d’y parvenir eût été d’instiller quelques thèmes du folklore national dans la composition savante. Le résultat eût été une teinte de « couleur locale » mais la structure même de l’œuvre serait demeurée intacte. Selon Bartók, pour créer une musique « spécifiquement nationale », il fallait nécessairement une démarche d’avant-garde, qui brise les cadres antérieurs, importés des nations voisines. Dans un article de 1920, Bartók cite Zoltán Kodály :

« Il nous a été transmis si peu de choses par écrit de la musique hongroise ancienne que sans des recherches sur la musique populaire, il ne peut même pas y avoir de conception historique de la musique magyare. (…) Pour nous, la musique populaire a plus de signification que pour les peuples qui ont développé depuis des siècles leur style musical particulier. Leur musique populaire a été assimilée par la musique savante, et un musicien allemand trouvera chez Bach et Beethoven ce que nous devons chercher dans nos villages : la continuité d'une tradition musicale nationale. »

Dans ce contexte, le folklore apparaît comme une tradition alternative, et devient ainsi une source d’inspiration pour l’avant-garde ou plutôt, pour une certaine avant-garde : celle qui entend rester dans la tonalité, tout en l’explorant dans des directions nouvelles. À l'image de son contemporain exact le Roumain Georges Enesco, Bartók baignait dans une atmosphère culturelle internationale qui a considérablement influencé son œuvre musicale. Mais la principale source consciente de son inspiration, celle qu'il recherchait activement, était la musique traditionnelle. Il y a à cela des raisons esthétiques, liées à l'exotisme en vogue à l'époque dans toute l'Europe. Mais Bartók y ajoute explicitement des raisons idéologiques.

### «Folklore comparé» et identité nationale
Lorsque Bartók se lance dans l’exploration scientifique des musiques traditionnelles, celle-ci en est à ses balbutiements. Il y avait eu quelques précurseurs, mais ils s'étaient surtout intéressés aux textes des chansons populaires. Le contexte nationaliste favorise la création de diverses institutions, chargées de collecter, d'archiver et d'étudier les musiques traditionnelles. Plus important peut-être, des fonds sont alloués à la recherche. Cette dernière se voit assigner deux objectifs :
- Le premier concerne la création artistique. Il s'agit d'apporter aux compositeurs qui le désirent des musiques populaires, déjà transcrites, directement dans leur cabinet de travail. Les associations de compositeurs commencent ainsi à se doter d'archives de musiques traditionnelles.
- L'autre perspective est la recherche scientifique sur le folklore. Celle-ci se développe à son tour dans deux directions :
  - Il y a d'une part les questions évolutionnistes, qui concernent le degré d'ancienneté d'une forme par rapport à une autre. On suppose que certaines musiques sont plus primitives et d'autres plus évoluées, et on essaye de les ordonner sur un axe temporel.
  - L'autre voie qu'emprunte la recherche est ce que Bartók appelle le « folklore comparé » et qu'on nommerait aujourd'hui le diffusionnisme. Il s'agit de déterminer l'origine géographique d'une forme musicale, et les directions dans lesquelles elle s'est propagée.

À l'époque, évolutionnisme et diffusionnisme sont les deux courants majeurs de la pensée anthropologique, au niveau mondial. En Europe centrale et orientale, ce sont les problématiques diffusionnistes qui prédominent, et leurs enjeux ne sont pas uniquement scientifiques.
Ce type de recherche vise à déterminer les spécificités culturelles de chaque peuple, de même que les influences réciproques, ce qui peut avoir des répercussions politiques. En affirmant par exemple que telle population possède une culture qui lui est propre, on donne un argument de poids pour la considérer comme une nation à part entière, et de nombreuses revendications deviennent alors légitimes. À l'inverse, on peut contester certaines prétentions nationalistes, en montrant que la population en question est hétérogène, et que sa culture est en fait celle des nations voisines. Le fer de lance de ces discussions n'était pas la musique. Les arguments les plus importants étaient d'ordre linguistique et historique. Mais le grand public était souvent plus sensible à l'appartenance du folklore, s'insurgeant facilement lorsque le résultat des recherches lui semblait « antinational ».
Les recherches de Bartók étaient souvent financées par des organismes d'État. Étant passionné par ce qu'il faisait, il y investit également une part non négligeable de ses fonds propres, mais il n'aurait certainement pas pu donner autant d'envergure à ses travaux s'il n'avait bénéficié des budgets et du cadre institutionnel dont le contexte nationaliste favorisait l'apparition.
Bartók ne s'est pas vraiment préoccupé de donner à ses recherches une valeur d'argument dans les débats politiques. Dans l'ensemble, il étudiait ce qui l'intéressait, rentrant parfois en polémique avec d'autres folkloristes, mais sans vraiment affirmer de revendication nationaliste. Bartók travaillait donc en terrain miné.
Ses compatriotes comprenaient mal qu'il perde son temps à s'occuper du folklore des autres nations, au détriment de celui de la Hongrie (d'après les estimations de B. Suchoff, Bartók a recueilli 3 400 mélodies roumaines, 3 000 slovaques, et la Hongrie arrive en 3e position, avec seulement – si on peut dire – 2 700 mélodies). On l'a accusé, pour cette raison, de trahir la cause nationale. Bartók évoque ces réactions, et d'autres du même genre, dans un article de 1937 :

« Prenons par exemple un folkloriste de nationalité A, qui, après avoir à peu près épuisé le matériel folklorique de son pays, conçoit le projet « criminel » d'entreprendre des recherches dans un pays voisin, à désigner par B. Pourquoi ? Parce que – tous les savants le savent – il faut étudier le matériel du pays B (et des pays C, D, etc.) pour connaître la véritable essence du matériel du pays A. Mais que se passera-t-il ? Ce savant sera traité de tous les noms par ses compatriotes pour avoir « gaspillé » son temps à l'étude, à la collecte et à la conservation des trésors culturels d'une nation « rivale ». Toutefois, sans envisager ce cas extrême, supposons que les compatriotes du savant se taisent et ne l'accusent pas de haute trahison. Dans cette situation favorable, le savant pourra garder dans ses tiroirs les fruits du travail qu'il aura consacré au folklore du pays B, assuré qu'il peut être de ne pas trouver d'éditeur. Ses compatriotes diront en effet : « En quoi ce matériel étranger nous regarde-t-il ? Estime-toi heureux qu'on te laisse travailler sans protester. » D'autre part, le chercheur sera accueilli avec méfiance dans le pays étranger où il poursuit ses recherches. « Qui sait, peut-être a-t-il falsifié les documents au profit de son propre pays ? » – pensera-t-on de lui. Et même si les habitants du pays B n'ont pas des arrière-pensées si noires, il est incontestable qu'ils préfèrent accorder leur soutien à des compatriotes, à leurs propres chercheurs, même si ces recherches sont moins intéressantes. C'est ainsi que notre pauvre idéaliste sera abandonné de tous, et ce n'est pas une troisième nation, parfaitement indifférente, qui lui accordera son aide. »

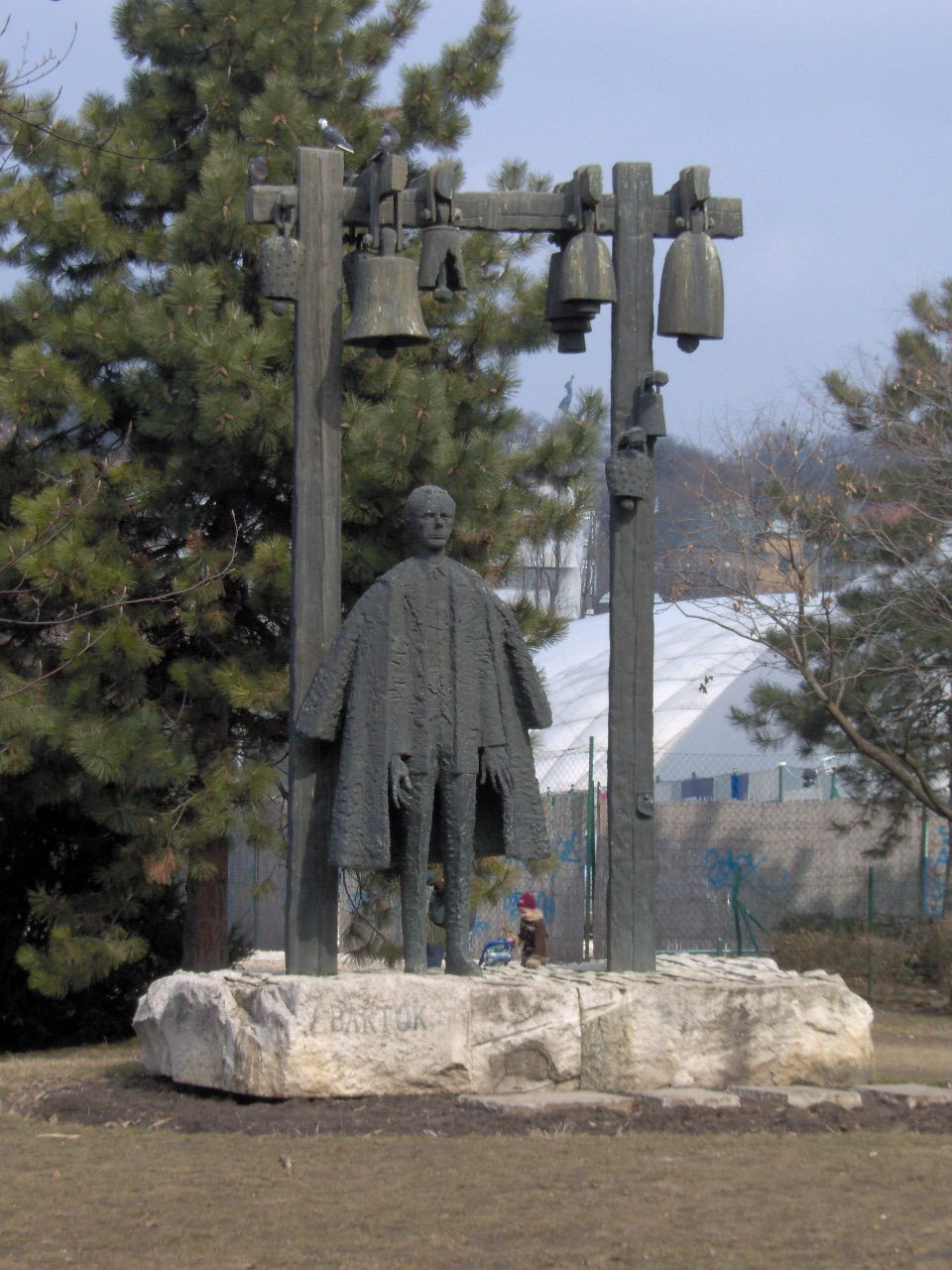
Statue de Bartók à Budapest, avenue Bartók Béla près du lac Feneketlen

En plus des problèmes éditoriaux, Bartók a également beaucoup souffert lorsque, après la guerre, les budgets alloués à la recherche ont considérablement diminué et qu'en plus les voyages dans les pays étrangers sont devenus très difficiles, voire impossibles. Il termine son autobiographie (republiée dans Musique de la Vie) par cette phrase un peu amère :

« Malheureusement, ce tournant favorable (qui précédait la guerre) a été suivi, à l'automne 1918, de l'effondrement politique et économique. Les troubles directement liés à ce dernier, et qui ont duré un an et demi, n'ont pas été le moins du monde propices à la création de travaux sérieux.
Même la situation actuelle (en 1921) ne nous permet pas de penser à continuer les travaux de folklore musical. Nos propres ressources ne nous permettent pas ce « luxe » ; d'un autre côté – pour des motifs politiques et de haine réciproque – la recherche scientifique dans les territoires séparés de notre pays est quasiment impossible. Quant aux voyages dans des pays lointains, c'est quelque chose qu'on ne peut plus espérer…
D'ailleurs, dans le monde, personne ne s'intéresse vraiment à cette branche de la musicologie : qui sait, peut-être qu'elle n'est même pas si importante que le croient ses fanatiques ! »

### Techniques de composition
Si Bartók est né dans un siècle encore « tonal », il devient le contemporain de recherches musicales ayant pour but de sortir des « contraintes » de ce système. En ce début de XXe siècle, nombre de compositeurs cherchent alors de nouvelles manières de s’exprimer et tous les aspects de l’effort compositionnel sont alors remis en cause : le mouvement mélodique, le traitement sonore, mais aussi et surtout l’harmonie (à travers l’abandon du système tonal) et les problèmes de mise en forme qui en découlent (la plupart des formes utilisées dans la musique classique et romantique ont comme base de construction les rapports entre les différentes tonalités interne à l’œuvre).
Bartók fait face à ses interrogations et trouve des solutions personnelles à chacun des problèmes qu’il se pose.
Une des principales solutions qu’il utilise pour assurer la cohérence formelle de ses œuvres consiste à les structurer en établissant des rapports proportionnels stricts de durées entre chacune des parties constituantes d’une œuvre donnée.

#### Proportions
Les rapports proportionnels de durées ont une place fondamentale dans l’œuvre de Béla Bartók : les structures créées avec ces rapports donnent leur équilibre aux formes. Ces dernières ne peuvent pleinement se comprendre qu’à travers l’étude de ces structures.
Ces structures sont forgées de manière consciente par le compositeur : à l’instar de l’architecture, le rapport proportionnel est chez lui un outil de construction.
Bartók est l’un des premiers compositeurs — si ce n’est le premier — à l’utiliser de manière systématique (Pierre Citron affirme dans son ouvrage sur Bartók que le premier quatuor (1908) est déjà construit à l’aide de ce type de structure. Citons aussi quelques œuvres dans lesquelles l’analyse a permis de mettre en lumière ce type de structures : la Sonate pour deux pianos et percussion, le Divertimento, Contrastes, quelques pièces des Mikrokosmos dont Ce que la mouche raconte, ou encore la Musique pour cordes, percussion et célesta.)
Un rapport proportionnel particulier a un rôle essentiel chez Bartók : c’est le rapport de la section d’or. Cette section d’or n’est autre que la manifestation géométrique du fameux nombre d’or :
Ce nombre d’or est un nombre dit irrationnel. Il trouve de nombreuses manifestations dont la plus connue est sans nul doute dans la suite de Fibonacci. La section d’or est un point partageant un segment en deux selon cette formule :
Ernő Lendvai est le premier à démontrer l’utilisation de la section d’or par Bartók en 1971,. D’autres analystes américains tels que Larry J. Solomon feront de même après lui. Lendvaï affirme même que cette proportion a un rôle comparable chez lui aux carrures de 8-8 ou de 4-4 pour les classiques de la première école de Vienne. Ses nombreuses analyses (suivies par bien d’autres depuis) ne laissent plus de doute là-dessus. Il y démontre comment l’opération répétée de la section d’or permet de créer une structure pouvant supporter la forme d’une l’œuvre. Rien ne prouve à ce jour que cette utilisation par Bartók de la section d’or soit due à des raisons philosophiques. Voici un exemple de structure de 1er degré, une première section :
Lendvaï définit la grande section de « positive » et la petite de « négative ». Ces segments correspondent à des durées. Si l’on réitère l’opération de section sur les sections positives et négatives que l’on vient d’obtenir, cela subdivise en nouveaux segments plus petits le segment de départ pour obtenir une structure de 2e degré :
Le compositeur peut renouveler cette opération de section autant de fois que nécessaire jusqu’à obtenir une répartition des sections qui satisfasse au projet formel qu’il se donne : la structure ainsi créée organise la durée totale d'une œuvre en différentes parties ayant toutes un lien proportionnel ; ces parties correspondront avec autant de parties de la forme même de l'œuvre (voir les exemples de schéma de structure des proportions et de la forme du Concerto pour piano no 3 ci-dessous). On remarque que la section d’un segment donne toujours lieu à deux possibilités : soit on obtient une grande section plus une petite (voir la subdivision ci-dessus de la section positive), soit on obtient une petite section plus une grande (voir le subdivision de la section négative) : les possibilités de choix du compositeur s’en trouvent ainsi multipliées. Leur utilisation est double : le point de section est souvent (mais pas systématiquement) mis en avant par un évènement qui sert de « signal » à un changement. Ce peut être un signal de nature harmonique, thématique, d’orchestration, etc. La section suivante tire alors son unité par la conservation (mais là aussi ce n’est pas systématique) d’un élément musical particulier (de même nature que pour le signal : ce peut être l’utilisation d’une sourdine, d’un mode, une métrique particulière, etc.).
Voici un exemple tiré du premier mouvement du Concerto pour piano no 3 : (L’unité est la noire, le mouvement en comporte 554)
C’est sur cette structure que Bartók vient apposer sa forme (ici allégro de sonate. Note : dans l’harmonie bartokienne, le ré est considéré comme une dominante du mi, au même titre que le fa et le la-bémol) :

#### Axes
On doit aussi à Lendvaï la formulation du système d’axe tonal chez Bartók. Ce système d’axe est une partie de la réponse du compositeur aux questions et aux recherches propres au début du XXe siècle portant sur l’harmonie et sur les « limites » du système tonal « classique » (entendons ici par « système tonal classique » l’ensemble des règles harmoniques telles qu’on les trouve généralement utilisées entre le début de l’époque baroque et la fin du romantisme). Mais si ce système d’axe est une réponse personnelle, il est néanmoins le fruit d’une logique interne à ce système tonal classique. Ce système n'est pas omniprésent dans l'œuvre du compositeur : il reste un outil compositionnel parmi d'autres.
Bartók est le contemporain des recherches musicales ayant pour but de développer de nouveaux systèmes d'écriture. Face à des musiciens tels que Edgard Varèse ou Arnold Schönberg qui vont chercher à se défaire totalement (ou du moins dans un premier temps pour Schoenberg) de l'harmonie classique et de la tonalité, et face à des musiciens comme Darius Milhaud qui tentent de développer la polytonalité, Bartók ne se résout jamais à abandonner l'idée d’une seule note de référence (ce que Claude Ballif appellera un orient) pour construire son discours. Il développe pour cela une structure tonale issue de la tonalité classique, mais développée en une sorte de « post-tonalité ». Citons ici Bartók lors de sa seconde conférence à Harvard : « […] Notre musique, je veux dire : la nouvelle musique savante hongroise, est toujours construite sur une et une seule note fondamentale, que ce soit dans les parties ou dans le tout. »
Le système tonal classique a deux niveaux de lecture. Il en est de même chez Bartók. Dans le premier niveau de lecture du système tonal classique, que l’on pourrait qualifier de « macro-tonal », sont mises en relation différentes tonalités plus ou moins éloignées : certaines tonalités sont dites « voisines ». Elles peuvent aussi être « relatives ». Les relations entre ces tonalités sont un des principaux éléments constituant les formes utilisées parallèlement au système tonal classique (la fugue ou la forme sonate par exemple). Ce niveau de lecture se situe en aval d’un second niveau de lecture, « micro-tonal » (en réalité le premier à s’être constitué sur le plan historique) qui concerne l’intérieur même des tonalités et leur organisation : à ce niveau « micro-tonal » sont mis en relation des degrés, constitués d’accords formés par empilement de tierces. La succession de ces degrés (accords) crée un mouvement harmonique censé affirmer une tonalité. Le système d’axes bartokien se situe au niveau « macro-tonal ».

##### Développement du principe de ton relatif
Dans le système classique, ce principe de relatif est binaire : c’est une relation entre deux tons respectivement fondamentaux de deux modes issus de la même échelle de notes. Cette échelle de notes est connue sous le nom de gamme majeure. Les deux tons mis en relation parmi les sept de cette gamme sont le premier et le sixième : il existe entre eux un rapport de tierce mineure. Cette relation est une unité de fait qui permet à ces deux tons de partager la même fonction harmonique.
Il y a trois qualités de fonction possible : Tonique (T), Dominante (D) et Sous-Dominante (S.D.). Voici un exemple à partir de do :
Ici, do a pour relatif la. Mais do peut être lui-même le relatif d’une autre tonalité : mi{\displaystyle \flat }.
Bartók prolonge ce raisonnement : De même mi{\displaystyle \flat } (ré#) est le relatif de fa#, et fa# est le relatif de la. Passant ainsi d’un relatif à l’autre on retrouve le ton de départ :
Là où le système classique mettait en relation les relatifs par deux, Bartók les met en relation par quatre par simple prolongement logique. Do a alors trois relatifs au lieu d’un seul. Ces quatre tons (formant ensemble un accord diminué) partagent comme dans le système classique la même fonction tonale (si do est considéré comme tonique, alors la, fa# et mi{\displaystyle \flat } ont eux aussi fonction de tonique). Le même principe s’applique au ton de la dominante (sol, et mi, do#, si{\displaystyle \flat }) et au ton de la sous-dominante (fa, et ré, si, la{\displaystyle \flat }). En projetant ces relations sur un cercle représentant le cycle des quintes, les axes apparaissent :
Axes de toniques do – la – fa# – mi{\displaystyle \flat } :
Axes de dominantes sol – mi – do# – si{\displaystyle \flat } et Axes de Sous-dominantes fa – ré – si – la{\displaystyle \flat } :
La conséquence du système d’axes de Bartók est de mettre en relation toutes les tonalités, via leur fonction (Tonique, Dominante ou Sous-dominante), avec une seule tonalité de base. Il n’y a plus de rapport indirect entre les tonalités tel qu’on le trouve dans le système classique entre la tonique et les tons ne faisant pas partie des tons voisins : toutes les tonalités ont ici un rapport direct avec la tonalité de base'. Ce système d’axes inspirera de nombreuses recherches harmoniques, particulièrement chez les jazzmen.

## Œuvres principales
On utilise souvent la numérotation d'András Szőllősy (sous forme de : Sz. + numéro), ce dernier ayant fait un catalogue exhaustif de l'œuvre du musicien. C'est à partir de 1920 que Bartók cessa d'utiliser les numéros d'opus.

### Pièces pour piano
- Round Dance
- Quatre pièces, (1903)
- Rhapsodie, op.1 (1904)
- Quatorze bagatelles, op.6 (1907)
- Deux élégies, op.8b (1908-1909)
- Pour les enfants, (1908-1909, rév.1945)
- Sept esquisses, op.9b (1908-1910)
- Quatre nénies, op.9a (1909-1910)
- Trois burlesques, op.8c (1908-1910-1911)
- Deux danses roumaines, op.8a (1910)
- Allegro barbaro (1911)
- Musique de piano pour débutants, 18 pièces (1913)
- Danse orientale (1913)
- Sonatine sur des airs populaires roumains (1915)
- Six Danses populaires roumaines (1915)
- Chants de Noël roumains, en deux séries de 10 (1915)
- Suite pour piano op.14 (1916)
- Trois chants populaires hongrois (1914-1917)
- Quinze mélodies paysannes hongroises (1914-1918)
- Trois études, op.18 (1918)
- Huit improvisations sur des chants populaires hongrois, op.20 (1920)
- Sonate pour piano (1926)
- Cinq pièces : En plein air : Tambours et cornemuses, Barcarolle, Musettes, Musique de Nuit, La Poursuite (1926)
- Neuf petites pièces (1926)
- Trois rondos sur des mélodies populaires (1916-1927)
- Mikrokosmos, 153 pièces divisées en 6 livres (1926-1939)

### Musique de chambre
- Quintette pour piano et cordes (1904)
- Deux Sonates pour violon et piano (1921-1922)
- Deux rhapsodies pour violon et piano (1928)
- 44 duos pour deux violons (1931)
- Sonate pour deux pianos et percussion (1937)
- Contrastes pour violon, clarinette et piano (1938)
- Six quatuors à cordes.
- Sonate pour violon solo (1944)

### Musique orchestrale
- Kossuth (1903)
- Suite no 1 pour orchestre op. 3 (1904)
- Suite no 2 pour orchestre op. 4 (1907)
- Deux Portraits, op. 5
- Deux images op. 10 (1910)
- Quatre Pièces pour orchestre op. 12 (1912)
- Six Danses populaires roumaines (1917)
- Suite de danses (1923)
- Musique pour cordes, percussion et célesta (1936)
- Divertimento pour orchestre à cordes (1939)
- Concerto pour orchestre (1943)

### Œuvres pour instruments solistes et orchestre
- Symphonie en mi bémol majeur, DD 68, BB 25 (1902)
- Rhapsodie pour piano, op.1 (1904)
- Scherzo (ou Burlesque) pour piano, op.2 (1904)
- Quatre concertos pour piano :
  - Concerto pour piano n° 1 (1926)
  - Concerto pour piano n° 2 (1930–1931)
  - Concerto pour piano n° 3 (1945)
  - Concerto pour deux pianos et orchestre (adaptation de la sonate pour deux pianos et percussions, 1941)
- Rhapsodie pour violon et orchestre n° 1 (1928–1929)
- Rhapsodie pour violon et orchestre n° 2 (1928. Révisée en 1935)
- Deux concertos pour violon :
  - Concerto n° 1, Sz 36 op. posthume (1907-1908)
  - Concerto n° 2, Sz 112 (1937-1938)
- Concerto pour alto (1945) (esquissé ; orchestré par T. Serly)

### Œuvres scéniques
- Le Château de Barbe-Bleue, op.11 opéra (1911, création 1918)
- Le Prince de bois, ballet op. 13 (1914-1916)
- Le Mandarin merveilleux, ballet-pantomime op.19 (1918-1919)

### Œuvres chorales
- Quatre Mélodies populaires hongroises anciennes, pour chœur d'hommes à 4 voix (1910-1912)
- Cinq Mélodies populaires slovaques, pour chœur d'hommes à 4 voix (1917)
- Quatre Mélodies populaires slovaques, pour chœur d'hommes à 4 voix et piano (1917)
- Scènes villageoises, 5 chants populaires slovaques pour voix de femme et piano (1924)
- Quatre Mélodies populaires hongroises, pour chœur mixte à 4 voix (1930)
- Cantata profana, cantate pour double chœur mixte, ténor, baryton et orchestre (1930)
- Six chants sicules, pour chœur d'hommes à 6 voix (1932)
- Vingt-sept Chœurs à 2 et 3 voix égales, en 8 cahiers (les 21 premiers chœurs pour voix d'enfants, les autres pour voix de femmes, (1935)
- Des temps passés, 3 chœurs pour 3 voix d'hommes (1935)

## Hommages
- À Villeneuve-sur-Lot, le Conservatoire à Rayonnement Intercommunal de l'Agglomération du Grand Villeneuvois porte le nom de Béla Bartók.
- Un McDonnell Douglas C-17 Globemaster III du Heavy Airlift Wing de l'OTAN a reçu son nom en 2009.
- À Paris, un square du 15e arrondissement porte le nom du compositeur (le square Béla-Bartók est situé au cœur des immeubles du Front de Seine, et entouré par le quai de Grenelle et la place de Brazzaville. Il est desservi par la ligne M 6 à la station Bir-Hakeim). Il abrite une statue du musicien réalisée par Imre Varga (don de la ville de Budapest), ainsi qu'une sculpture-fontaine expressionniste : Cristaux, hommage à Béla Bartók, de l'artiste Jean-Yves Lechevallier.
- Imre Varga est l'auteur d'une autre statue nommée Béla Bartók, située à Bruxelles (Belgique) au 104 rue du Marché aux Herbes. Cette statue est un don de la ville de Budapest en 1995.
- Trois œuvres d'András Beck (1911-1985) sont en fait trois versions d'une fontaine créée en hommage à Béla Bartók et à son œuvre Cantata profana (image d'un cerf s'abreuvant à la source) présentes dans trois villes européennes[13] :
  - en Hongrie, à Székesfehérvár (comitat de Fejér) : la fontaine donnée à la ville par la veuve du sculpteur, qui était destinée à l'origine à être disposée comme fontaine au milieu d'un plan d'eau, orne la cour de l'école de musique Hermann-László.
  - en France, à Paris : une fontaine appelée Fontaine Bartók est située dans le square Henri-Collet dans le 16e arrondissement[14].
  - en Suisse, à Genève : la Fontaine Bartók (« Figure Symbolique de l'oratorio Cantata profana » du compositeur), don de la communauté hongroise de Genève, est située 16 rue du Général Dufour près de la Place Béla Bartók[13].
- En astronomie, sont nommés en son honneur (4132) Bartók, un astéroïde de la ceinture principale d'astéroïdes[15], et Bartók, un cratère de la planète Mercure[16].
- La danseuse égyptienne Dhimah a dansé sur des musiques de Béla Bartók[17].

### Écrits
Certains textes de Bartók ont été réédités depuis leur parution. Seule la référence de la réédition figure alors dans la liste.
- (en) Walter de Gruyter (dir.), Das Ungarische Volkslied, Berlin - Leipzig, 1925.
- (en) Hungarian Folk Music, Oxford University Press, Humphrey Milford, Londres 1931.
Traduction de l'ouvrage précédent.
- (de) Alica Elscheková, Oskar Elschek et Josef Kresánek (dir.), Slowakische Volkslieder, 3 vol., Academia Scientiarum Slovaca, Bratislava, 1959-1971.
- (en) B. Suchoff (dir.), Rumanian Folk Music, 5 vol., Martinus Nijhoff, La Haye, 1967-1975.
- (en) János Demény (dir.), Letters, Faber & Faber, Londres, 1971, 463 p.
Contient la plupart des lettres de Bartók.
- (en) B. Suchoff (dir.), Turkish Folk Music from Asia Minor, Martinus Nijhoff, La Haye, 1976.
- (en) B. Suchoff (dir.), Essays, Faber & Faber, Londres, 1976, 567 p.
Contient la plupart des articles et conférences de Bartók.
- (en) B. Suchoff (dir.), Yugoslav Folk Music, 4 vol., State University of New York Press, Albany, 1978.
- Philippe Autexier (dir.), Musique de la vie : Autobiographie, lettres et autres écrits, Stock, Paris 1981.
Quelques articles et surtout des lettres. Comporte un catalogue apparemment complet des œuvres musicales de Bartók.
- Jean Gergely (dir.), Éléments d'un autoportrait, éd. bilingue hongrois-français, Bilingues ALM n°2, Bibliothèque finno-ougrienne n°9, L'asiathèque - Langues du monde, Paris, 1995. 215 p.
- (en) B. Suchoff (dir.), Studies in Ethnomusicology, University of Nebraska Press, Lincoln et Londres, 1997.
Contient des articles (ceux qui n'avaient pas été publiés dans Essays) et les préfaces de quelques ouvrages de Bartók.
- Philippe Albèra et Peter Szendy (dir.), Écrits, éditions Contrechamps, Genève, 2006.
Nouvelle traduction française quasi-intégrale des écrits de Bartók.
- Maurice Ravel, L'Intégrale : Correspondance (1895-1937), écrits et entretiens : édition établie, présentée et annotée par Manuel Cornejo, Paris, Le Passeur Éditeur, 2018 (ISBN 978-2-36890-577-7 et 2-36890-577-4, BNF 45607052) *:Contient 2 correspondances de Bartók à Ravel note 1 p. 347 (1914) et n°2235 (1929) et 2 correspondances de Bartók sur Ravel n°1424 (1922) et 2499 (1935)

### Monographies
À ces textes de Bartók lui-même s'ajoutent une multitude d'études sur sa vie et son œuvre, parmi lesquelles on peut citer :
- Serge Moreux , Bela Bartok, éd. Richard Masse, Paris, 1955.
- Pierre Citron, Bartók, coll. « Solfèges », Seuil, 1963 ; rééd. 1994.
- Pierrette Mari, Bela Bartók, Hachette, 1970.
- Werner Fuchss, Béla Bartok en Suisse, coll. « Les musiciens », Payot, Lausane, 1975.
- Jean Gergely, « Béla Bartok, compositeur hongrois », La Revue musicale, éd. Richard Masse, Paris, numéros 330-331-332, 1980.
- Stephen Walsh La Musique de chambre de Bartók, Actes Sud, Arles, 1991.
- (en) Elliott Antokoletz, Béla Bartók, A Guide to Research, 2e éd., Garland Publishing , New York - Londres, 1997, 489 pages.
- (en) Peter Bartók, My Father, Bartók Records , Homosassa (Floride), 2002  (ISBN 0-9641961-2-3).
- Jean-François Boukobza, Bartok et le Folklore imaginaire, Cité de la musique-Les Éditions, 2005.
- Claire Delamarche, Béla Bartók, Paris, Fayard, 2012, 1052 p. (ISBN 978-2-213-66825-3 et 2-213-66825-6, OCLC 826847938, BNF 42797998)